# 두 딸
"두 딸"은 1971년 공개된 대한민국의 영화이다.

## 배역
- 남궁원
- 윤정희